# Festival international du film d'Édimbourg
Le Festival international du film d'Édimbourg (en anglais : Edinburgh International Film Festival), aussi appelé « EIFF », a lieu chaque année en juin. Ce festival a été fondé en 1947 par l'Edinburgh Film Guild.

## Histoire
À l'époque, il n'y avait que deux autres festivals du film majeurs  dans le monde, celui de Venise et celui de Cannes.
La programmation du festival a évolué car, s'il s'agissait originellement d'un festival consacré aux documentaires, ce sont maintenant un grand nombre de films de tous genres qui sont diffusés : longs métrages, documentaires, films d'animations, courts métrages et clips musicaux, qu'ils soient britanniques ou internationaux.
Il se tenait en août, en même temps que le Festival international d'Édimbourg, et a été décalé en juin en 2008.

## Organisateurs
L'actuel président est Ginnie Atkinson.
L'actuelle directrice artistique est Hannah McGill, en poste depuis septembre 2006, anciennement critique de films pour le journal écossais The Herald.
Les acteurs Tilda Swinton et Robert Carlyle, ainsi que le directeur de la photographie Seamus McGarvey en sont les présidents honoraires.

## Catégories de films
Les films sont classés en différentes catégories : 
- Gala : Nouvelles productions internationales, ayant un acteur ou un réalisateur connu
- British Gala : Nouvelles productions britanniques, ayant un acteur ou un réalisateur britannique connu
- Rosebud : Premiers (ou seconds) films de jeunes réalisateurs
- Directors' Showcase : Films de réalisateurs accomplis
- Night Moves : Films d'action ou d'horreur, en sortie limitée ou  par des réalisateurs indépendants
- Document : Documentaires, courts ou longs métrages
- Retrospective : Films d'un réalisateur important que beaucoup de monde n'a pas vu dans les salles
- Black Box : Films abstraits ou artistiques
- Mirrorball : Clips musicaux ou documentaires sur la musique
- In Person : Interviews en direct avec d'importantes figures de l'industrie du cinéma
- Under The Radar : Risk-taking films

## Récompenses remises

### Longs métrages
- The Michael Powell Award for Best New British Feature Film (meilleur film britannique)

Nommé en hommage au réalisateur britannique atypique Michael Powell et inauguré en 1993, The Michael Powell Award est sponsorisé par The UK Film Council. Récompensant l'imagination et la créativité dans les réalisations britanniques, dans la catégorie « British Gala », il est jugé par un jury international et le gagnant reçoit un prix de 20 000 £.
- Standard Life Audience Award (prix du public)

Sponsorisé par Standard Life (compagnie d'assurances) depuis 1997, le gagnant est choisi par les votes du public dans les catégories « Gala » et « British Gala ». Il récompense particulièrement la joie du cinéma : habileté narrative, la richesse des personnages, le suspense, le spectacle, la comédie...
- Skillset New Directors Award (meilleur nouveau réalisateur)

Inauguré en 1999, il récompense les nouvelles interprétation et l'innovation dans la réalisation et souligne l'un des principes de base du festival : la diversité et la découverte des talents. Sélectionné dans les catégories « Rosebud » et « British Gala », le gagnant reçoit un prix de 5 000 £.
- PPG Award for Best Performance in a British Feature Film (meilleure performance dans un film britannique)

L'EIFF a accueilli de nombreuses célébrités au cours de son existence. Depuis 2007, il récompense les meilleures performances dans des films britanniques. Le jury est celui du Michael Powell Award, qui juge dans la catégorie « British Gala ».
- Best Feature Documentary Award (meilleur film documentaire)

Il récompense la réussite dans la réalisation de films documentaires, et entend honorer le travail qui révèle une fascination pour un sujet particulier, rendu à l'écran avec du style, de la véracité et qui fait preuve d'intégrité vis-à-vis ses sources. Il célèbre la réalisation dans son sens pur, séparé des questions commerciales et guidé par le désir de représenter un aspect particulier de la vie, ou une expérience, et, ainsi, ouvrir l'horizon du public. Le gagnant est choisi dans la catégorie « Document », et reçoit un prix de 5 000 £.
- Best New International Feature Award (meilleur film international)

L'EIFF a récemment étendu le choix des films présentés à toutes les productions autres que britanniques, et reçoit donc des premières internationales. Les films sont jugés par un jury de trois personnes. Ce nouveau prix a été créé pour honorer et promouvoir les éléments internationaux du programme de l'EIFF, comme les éléments britanniques sont récompensés par le prestigieux Michael Powell Award. Le gagnant reçoit un prix de 5 000 £.
- The Rotten Tomatoes Critical Consensus Award (prix des critiques)

Introduit en 2008 et jugé par un panel de critiques de films britanniques, le prix est sponsorisé par le site The Rotten Tomatoes et concerne la catégorie « Directors Showcase ».

### Courts-métrages
- UK Film Council Award for Best British Short Film (meilleur court-métrage britannique)
Scottish Short Documentary Award supported by Baillie Gifford (meilleur court-métrage documentaire)
The McLaren Award for New British Short Animation in Partnership with BBC Film Network (meilleur court-métrage d'animation)
Best International Short Film Award (meilleur court-métrage international)
Short Film Nominee Edinburgh for the European Film Awards 2009

En association avec l'European Film Academy

## Palmarès 1997

### Prix du Public
- The Full Monty - Le Grand Jeu (The Full Monty) – Peter Cattaneo